# Операція «Гіммлер»
Операція «Гіммлер» — розроблена таємними службами нацистської Німеччини і проведена безпосередньо перед вторгненням вермахту в Польщу «операція під чужим прапором», покликана дискредитувати Польську Республіку, створити уявлення про агресію Польщі проти Третього Рейху і таким чином виправдати напад Німеччини. Операцію «Гіммлер» іноді називають першою військовою акцією в ході Другої світової війни в Європі.

## Розробка операції
Протягом декількох місяців, що передували вторгненню в Польщу в 1939 році, в німецькій пресі та у виступах політиків Третього Рейху розгорнулася спрямована на внутрішню і зовнішню аудиторію пропагандистська кампанія, в ході якої польську владу звинувачували в тому, що вона якщо не організувала, то допустила етнічні чистки стосовно етнічних німців, які проживали на території Польщі. 22 серпня 1939 року Адольф Гітлер сказав своїм генералам:

«Я вам даю пропагандистський casus belli. Його правдивість не має значення. Переможця не будуть запитувати, чи правду він говорить».
Загальне керівництво здійсненням операції, названої на честь її ініціатора та ідейного натхненника Генріха Гіммлера, було покладено на Рейнгарда Гейдріха, а безпосереднє оперативне керівництво — на Генріха Мюллера. Метою цієї операції «під чужим прапором» було створення видимості польської агресії проти Німеччини, яка згодом повинна була бути використана для виправдання німецького вторгнення в Польщу. Гітлер також хотів збити з пантелику громадську думку польських союзників (Великої Британії та Франції), щоб запобігти або хоча б затримати оголошення ними війни Німеччині.

## Здійснення операції
Спочатку операція планувалася на 26 серпня 1939 року, але через непередбачені дипломатичні ускладнення (Муссоліні відмовився брати участь у війні, а Велика Британія уклала з Польщею договір про взаємодопомогу) і саме вторгнення, і операцію «Гіммлер», яка повинна була йому передувати, довелося відкласти. Не обійшлося і без накладок, оскільки одна з законспірованих на території Польщі груп неправильно витлумачила отриманий сигнал про відтермінування і виконала своє завдання, здійснивши напад на митний пост. 
Операція проводилася агентами СС і СД. В їх завдання входили нальоти на адміністративні будівлі в прикордонній зоні, безладна стрілянина для залякування місцевого населення, здійснення актів вандалізму і подальший відхід; йдучи, вони залишали трупи вбитих, одягнених в польську військову форму. Трупи (це були тіла ув'язнених з концтаборів, убитих смертельними ін'єкціями, зі слідами посмертних кульових поранень) були приготовлені заздалегідь (звідси і назва одного з етапів операції — операція «Консерви») і доставлені на місця проведення операцій. 
Операція «Гіммлер» включала в себе проведення кількох інсценованих нападів: 
- Напад на радіостанцію в місті Глівіце[8].
- Напад на митний пункт в Стодолах (частина міста Рибник)[7].
- Напад на лісництво в Бичині (нім. Pitschen).

## Наслідки
Виступаючи в  Рейхстазі 1 вересня 1939 року, Гітлер заявив про численні інциденти, що сталися на прикордонній території, як виправдання «оборонних дій» німецьких збройних сил:

Я більше не бачу готовності з боку польського уряду вести з нами серйозні переговори. Пропозиції з посередництва зазнали невдачі, тому що за ними пішла загальна польська мобілізація, що супроводжувалася новими звірствами з боку поляків. Цієї ночі стався 21 інцидент, минулої ночі — 14, з яких три були дуже серйозними. Тому я вирішив говорити з Польщею тією ж мовою, якою Польща розмовляла з нами в останні місяці. Сьогодні вночі регулярні польські війська вперше обстріляли нашу територію. З 5:45 ранку ми відповідали на їхній вогонь... Я продовжуватиму цю боротьбу, неважливо проти кого, до тих пір, поки не буде забезпечена безпека Третього Рейху і його права...
До середини 1939 року відділенням Абверу в Бреслау були завербовані і навчені методам саботажу і партизанської війни тисячі польських фольксдойче, завданням яких стало проведення різних акцій з метою провокування польської влади на репресії проти німецького населення. В ході німецького вторгнення ці агенти дійсно виступали «п'ятою колоною», що викликало відповідні дії польської влади. Ці дії у відповідь використовувалися пропагандою Третього рейху. Одним з найбільш резонансних інцидентів стала так звана  Бидгощська (Бромберзька) «Кривава неділя». Ось які вказівки віддавало Міністерство пропаганди в своїй інструкції для ЗМІ:

... ми зобов'язані в новинах продемонструвати варварство поляків в Бромберзі. Поняття «Бромберзька "Кривава неділя"» має назавжди закріпитися в словниках і облетіти весь світ. Для того, щоб це сталося, нам слід постійно його виділяти…